# Hagenbach
Pour les articles homonymes, voir Hagenbach (homonymie).
Hagenbach [aɡənbak]  est une commune française située dans l'aire d'attraction de Mulhouse et faisant partie de la collectivité européenne d'Alsace (circonscription administrative du Haut-Rhin), en région Grand Est.

## Géographie
Hagenbach est située sur le lit de la Largue, rivière du Sundgau et affluent de l'Ill, à 4 km de Dannemarie, 7 km d'Altkirch, 20 km de Cernay et à 24 km de Thann par les routes les plus pratiques.
Une piste cyclable fréquentée traverse le village en longeant le canal.
De bonnes routes desservent Hagenbach (D 103 et D 18) ainsi qu'un canal de gabarit Freycinet (300 à 350 tonnes), le canal du Rhône au Rhin, désormais voué majoritairement à la navigation de plaisance. Par ailleurs, la piste cyclable est aménagée le long du canal.
| Buethwiller | Balschwiller | Eglingen |
| Gommersdorf | Hagenbach    |          |
|             | Ballersdorf  | Carspach |

### Hydrographie

#### Réseau hydrographique
La commune est dans le bassin versant du Rhin au sein du bassin Rhin-Meuse. Elle est drainée par le canal du Rhône au Rhin, la Largue, le ruisseau de Ballersdorf, le ruisseau de l'Étang de Marbach, le ruisseau de l'Étang Denzerweiher, le ruisseau de l'Étang Horzweiher et le ruisseau l'Allmendgraben,,.
Le canal du Rhône au Rhin est un canal français qui relie la Saône, affluent navigable du Rhône, au Rhin, par la vallée du Doubs et son prolongement en Haute Alsace jusqu'à Niffer sur le Rhin, un autre prolongement rejoignant Strasbourg par la canalisation de l'Ill. La commune est sur la section qui relie Valdieu-Lutran à Saint-Symphorien-sur-Saône.
La Largue, d'une longueur de 51 km, prend sa source dans la commune de Oberlarg et se jette  dans l'Ill à Illfurth, après avoir traversé 28 communes.

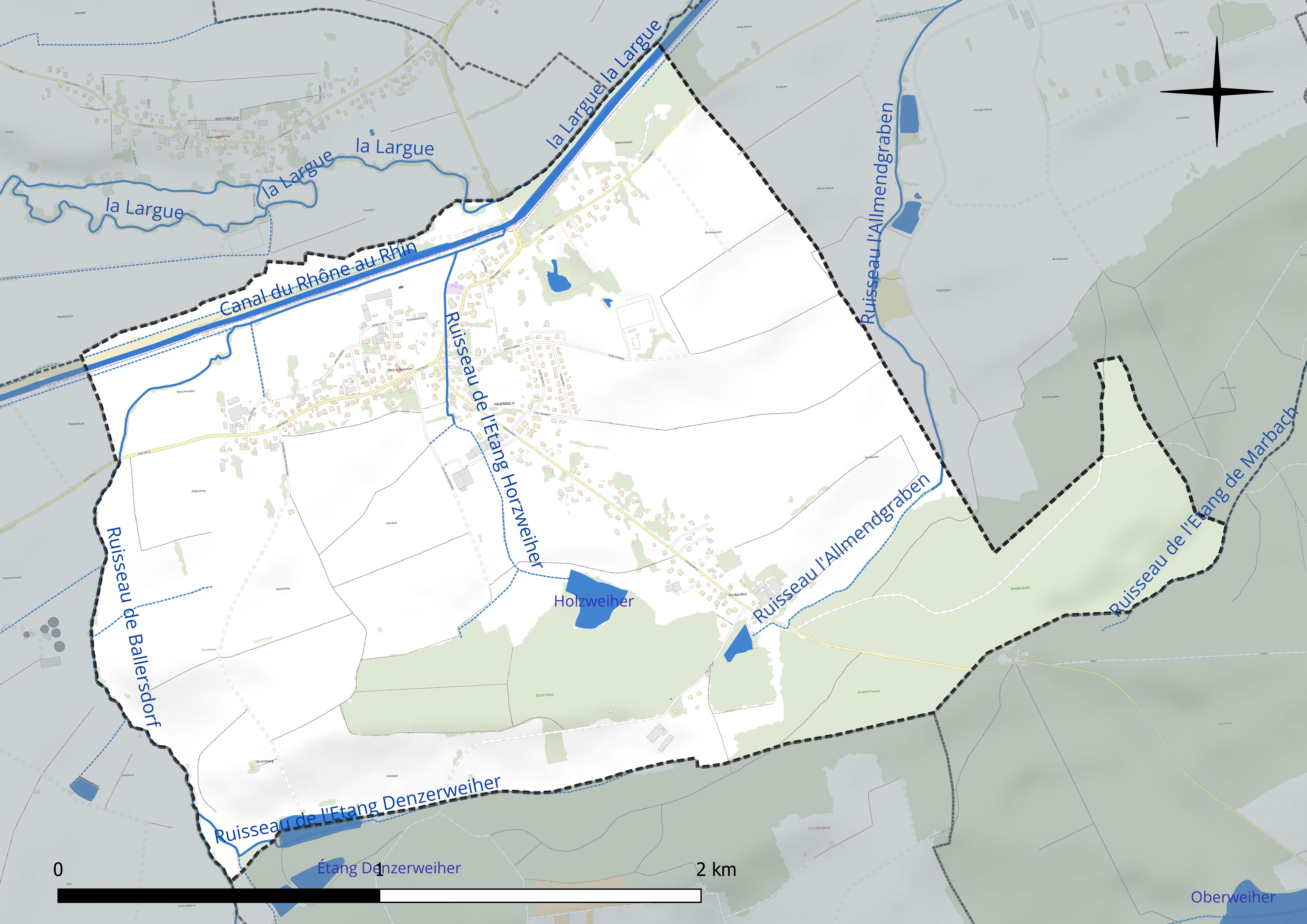
Réseau hydrographique de Hagenbach.

Un plan d'eau complète le réseau hydrographique : Holzweiher (2 ha),.

#### Gestion et qualité des eaux
Le territoire communal est couvert par le schéma d'aménagement et de gestion des eaux (SAGE) « Largue ». Ce document de planification concerne le bassin versant de la Largue et une zone située à l'ouest du périmètre (la région de Montreux). Ce territoire s'étend sur 385 km2. Le périmètre a été arrêté le 4 mars 1996 et le SAGE proprement dit a été approuvé le 24 septembre 1999 puis révisé le 17 mai 2016. La structure porteuse de l'élaboration et de la mise en œuvre est le Syndicat mixte pour l'aménagement et la renaturation du bassin versant de la Largue et du secteur de Montreux, qui a évolué en Epage le 1er janvier 2018, sous le nom de Epage Largue.
La qualité des cours d’eau peut être consultée sur un site dédié géré par les agences de l’eau et l’Agence française pour la biodiversité.

### Climat
Pour des articles plus généraux, voir Climat du Grand Est et Climat du Haut-Rhin.
En 2010, le climat de la commune est de type climat des marges montargnardes, selon une étude du Centre national de la recherche scientifique s'appuyant sur une série de données couvrant la période 1971-2000. En 2020, Météo-France publie une typologie des climats de la France métropolitaine dans laquelle la commune est exposée à un climat semi-continental et est dans la région climatique Vosges, caractérisée par une pluviométrie très élevée (1 500 à 2 000 mm/an) en toutes saisons et un hiver rude (moins de 1 °C).
Pour la période 1971-2000, la température annuelle moyenne est de 10,1 °C, avec une amplitude thermique annuelle de 17,8 °C. Le cumul annuel moyen de précipitations est de 830 mm, avec 9,8 jours de précipitations en janvier et 9,5 jours en juillet. Pour la période 1991-2020, la température moyenne annuelle observée sur la station météorologique de Météo-France la plus proche, « Carspach », sur la commune de Carspach à 6 km à vol d'oiseau, est de 11,0 °C et le cumul annuel moyen de précipitations est de 827,7 mm. 
La température maximale relevée sur cette station est de 38,1 °C, atteinte le 4 août 2022 ; la température minimale est de −17,7 °C, atteinte le 5 février 2012,,.
Les paramètres climatiques de la commune ont été estimés pour le milieu du siècle (2041-2070) selon différents scénarios d'émission de gaz à effet de serre à partir des nouvelles projections climatiques de référence DRIAS-2020. Ils sont consultables sur un site dédié publié par Météo-France en novembre 2022.

## Urbanisme

### Typologie
Au 1er janvier 2024, Hagenbach est catégorisée bourg rural, selon la nouvelle grille communale de densité à sept niveaux définie par l'Insee en 2022.
Elle est située hors unité urbaine. Par ailleurs la commune fait partie de l'aire d'attraction de Mulhouse, dont elle est une commune de la couronne,. Cette aire, qui regroupe 132 communes, est catégorisée dans les aires de 200 000 à moins de 700 000 habitants,.

### Occupation des sols
L'occupation des sols de la commune, telle qu'elle ressort de la base de données européenne d’occupation biophysique des sols Corine Land Cover (CLC), est marquée par l'importance des territoires agricoles (66,6 % en 2018), en diminution par rapport à 1990 (72,5 %). La répartition détaillée en 2018 est la suivante : 
terres arables (50,9 %), forêts (22,1 %), zones urbanisées (11,3 %), zones agricoles hétérogènes (10,2 %), prairies (5,6 %). L'évolution de l’occupation des sols de la commune et de ses infrastructures peut être observée sur les différentes représentations cartographiques du territoire : la carte de Cassini (XVIIIe siècle), la carte d'état-major (1820-1866) et les cartes ou photos aériennes de l'IGN pour la période actuelle (1950 à aujourd'hui).

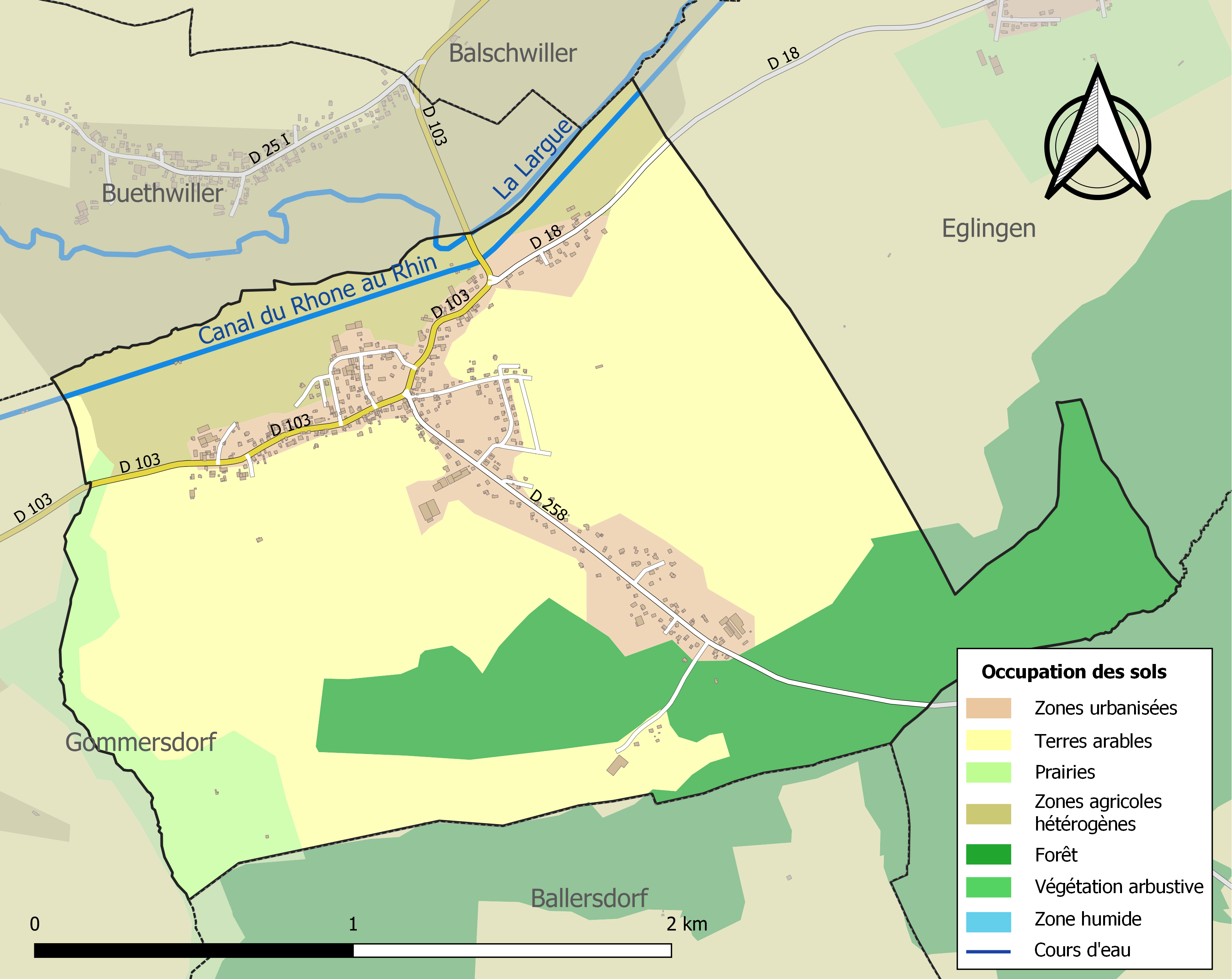
Carte des infrastructures et de l'occupation des sols de la commune en 2018 (CLC).

## Histoire
La commune a été décorée le 2 novembre 1921 de la croix de guerre 1914-1918.

## Politique et administration

### Liste des maires
| Période                                  | Période                   | Identité                                | Étiquette | Qualité |
| ---------------------------------------- | ------------------------- | --------------------------------------- | --------- | ------- |
| Les données manquantes sont à compléter. |                           |                                         |           |         |
| mars 2001                                | 2008                      | Laurent Kuony                           |           |         |
| mars 2008                                | En cours (au 31 mai 2020) | Guy Bach Réélu pour le mandat 2020-2026 |           |         |

### Budget et fiscalité 2015
En 2015, le budget de la commune était constitué ainsi :
- total des produits de fonctionnement : 439 000 €, soit 619 € par habitant ;
- total des charges de fonctionnement : 378 000 €, soit 533 € par habitant ;
- total des ressources d'investissement : 13 000 €, soit 19 € par habitant ;
- total des emplois d'investissement : 152 000 €, soit 214 € par habitant ;
- endettement : 194 000 €, soit 274 € par habitant.

Avec les taux de fiscalité suivants :
- taxe d'habitation : 14,10 % ;
- taxe foncière sur les propriétés bâties : 11,89 % ;
- taxe foncière sur les propriétés non bâties : 52,14 % ;
- taxe additionnelle à la taxe foncière sur les propriétés non bâties : 50,60 % ;
- cotisation foncière des entreprises : 18,02 %.

## Démographie
L'évolution du nombre d'habitants est connue à travers les recensements de la population effectués dans la commune depuis 1793. Pour les communes de moins de 10 000 habitants, une enquête de recensement portant sur toute la population est réalisée tous les cinq ans, les populations de référence des années intermédiaires étant quant à elles estimées par interpolation ou extrapolation. Pour la commune, le premier recensement exhaustif entrant dans le cadre du nouveau dispositif a été réalisé en 2007.

En 2022, la commune comptait 766 habitants, en évolution de +10,53 % par rapport à 2016 (Haut-Rhin : +0,66 %, France hors Mayotte : +2,11 %).
| 1793 | 1800 | 1806 | 1821 | 1831 | 1836 | 1841 | 1846 | 1851 |
| ---- | ---- | ---- | ---- | ---- | ---- | ---- | ---- | ---- |
| 340  | 341  | 389  | 515  | 642  | 678  | 660  | 697  | 711  |

| 1856 | 1861 | 1866 | 1871 | 1875 | 1880 | 1885 | 1890 | 1895 |
| ---- | ---- | ---- | ---- | ---- | ---- | ---- | ---- | ---- |
| 662  | 617  | 576  | 601  | 562  | 609  | 605  | 613  | 586  |

| 1900 | 1905 | 1910 | 1921 | 1926 | 1931 | 1936 | 1946 | 1954 |
| ---- | ---- | ---- | ---- | ---- | ---- | ---- | ---- | ---- |
| 563  | 551  | 508  | 503  | 518  | 532  | 493  | 478  | 543  |

| 1962 | 1968 | 1975 | 1982 | 1990 | 1999 | 2006 | 2007 | 2012 |
| ---- | ---- | ---- | ---- | ---- | ---- | ---- | ---- | ---- |
| 571  | 548  | 468  | 543  | 595  | 593  | 675  | 687  | 685  |

| 2017 | 2022 | - | - | - | - | - | - | - |
| ---- | ---- | - | - | - | - | - | - | - |
| 706  | 766  | - | - | - | - | - | - | - |

## Économie
Le village compte  plusieurs entreprises (électricité, chauffagiste, menuiserie PVC, maçonnerie, mécanique, imprimerie et un vitrier d'art), quatre commerces (café, salon de coiffure, quincaillerie et vêtements professionnels) et six agriculteurs.
L’agriculture reste encore très présente au village, l’activité principale étant la production laitière et on peut aussi rencontrer des chevaux. Hagenbach fut longtemps le siège d’une importante tuilerie, fermée en 1972.
Depuis, la marnière de cette usine s’est transformée en une lagune qui attire de nombreux oiseaux, tels ces cygnes sauvages qui viennent se nourrir dans ses eaux, ainsi que dans celles du canal.

## Population et société

### Enseignement
L'école est regroupée avec celle de Gommersdorf au sein d'un RPI formant ainsi un ensemble de quatre classes avec une maternelle et une cantine scolaire. Les bâtiments abritent également le matériel du CPI des sapeurs pompiers. La mairie, récemment réaménagée, est installée dans l’ancienne école.

### Équipements et vie associative
La salle communale jouxte le complexe scolaire et se trouve de ce fait également utilisée pour diverses activités de l’école.
La vie associative est très présente à Hagenbach et s’appuie entre autres sur un complexe sportif constitué d’un terrain de football aux normes, d’un terrain de tennis et d’une aire de pétanque.

## Culture locale et patrimoine

### Lieux et monuments

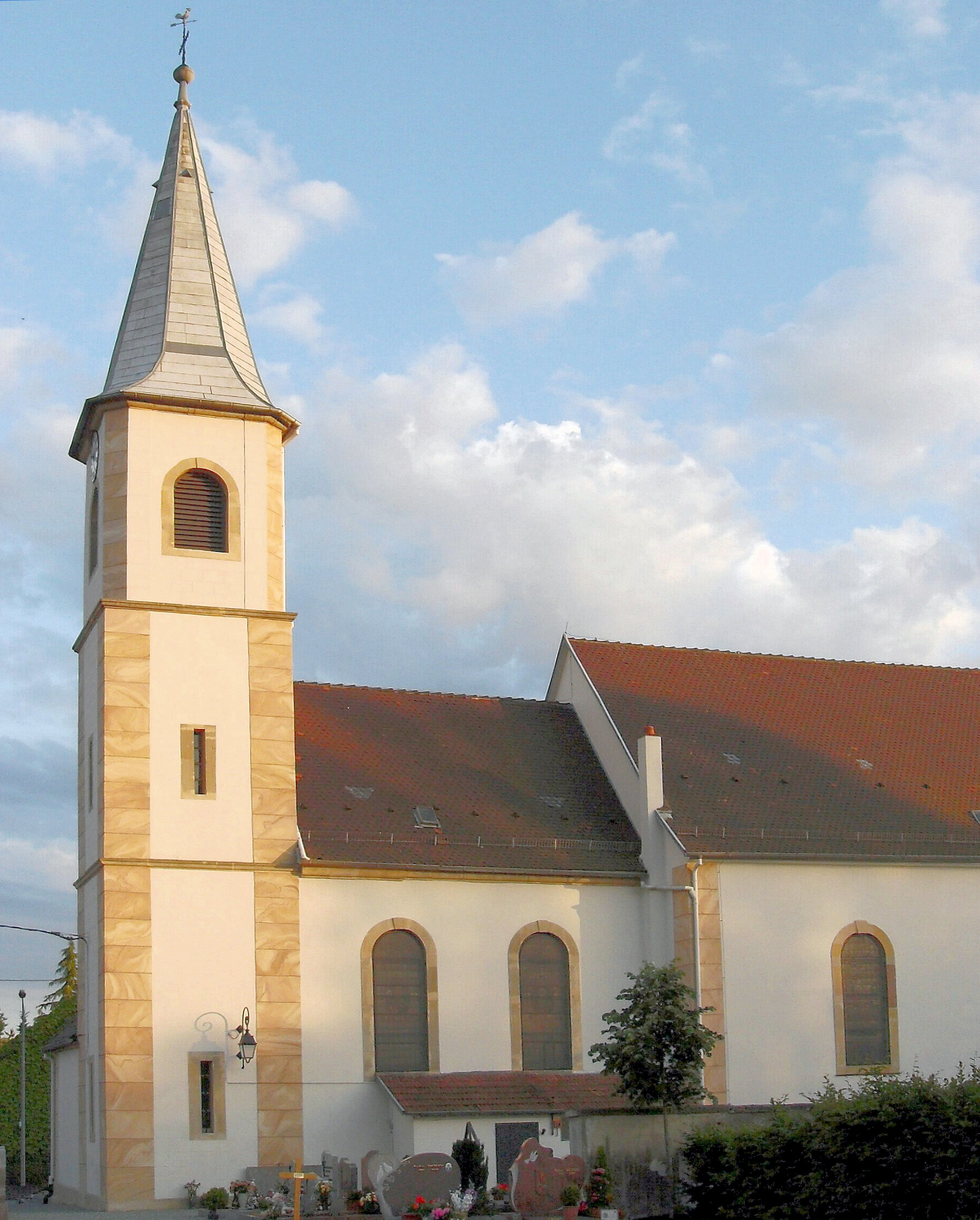
L'église Saints-Pierre-et-Paul.

- L’église de style baroque, construite en 1779, possède de belles verrières[32],[33]  et des autels latéraux datés du début du XVIIIe siècle[34]. Elle a récemment été restaurée[35] ;

l'orgue de 1830, ;
le presbytère.
- Monument aux morts[39].
- Calvaire[40].
- L'étang du Holtzweier, interdit à la baignade.

### Personnalités liées à la commune
- Peter von Hagenbach, dont la famille est originaire d'Hagenbach
- Pierre Gessier artiste-peintre, céramiste né le 19 décembre 1931 à Hagenbach
- Adrien Finck, universitaire et poète, né à Hagenbach en 1930
- Georges Zink, poète sundgauvien, grand germaniste, professeur à la Sorbonne et titulaire du « Oberrheinische Kulturpreis ».

### Héraldique
| Blason de Hagenbach | Les armes de Hagenbach se blasonnent ainsi : « Équipolé de cinq points d'argent et quatre de gueules. » |